# جيم نيفين
جيم نيفين (بالإنجليزية: Jim Nevin)‏ هو دراج أسترالي، ولد في 26 يناير 1931 في ملبورن في أستراليا، وتوفي في 10 أغسطس 2017.

## وصلات خارجية
- جيم نيفين على موقع أرشيف الدراجات (الإنجليزية)
- جيم نيفين على موقع إحصائيات الدراجات الإحترافية (الإنجليزية)
- جيم نيفين على موقع أوليمبيديا (الإنجليزية)